# Słowiński Park Narodowy
Słowiński Park Narodowy – jeden z dwudziestu trzech parków narodowych w Polsce. Został utworzony 1 stycznia 1967 i zajmuje powierzchnię 327,44 km².
Jest położony w środkowej części polskiego wybrzeża, w województwie pomorskim. Obejmuje Mierzeję Łebską, Nizinę Gardeńsko-Łebską, fragmenty moreny czołowej z ostatniego zlodowacenia z najwyższą kulminacją 115 m n.p.m. na wzgórzu Rowokół oraz szereg jezior: Łebsko (7,1 tys. ha), Gardno (2,5 tys. ha), Jezioro Dołgie Wielkie (156 ha) i Dołgie Małe (6,2 ha).
Charakterystycznymi elementami Parku są przymorskie jeziora, bagna, łąki, torfowiska, nadmorskie bory i lasy, a przede wszystkim wydmowy pas mierzei z ruchomymi wydmami. Symbolem Parku Narodowego jest mewa srebrzysta.

## Historia
Słowiński Park Narodowy został utworzony 1 stycznia 1967 na powierzchni 18 069 ha.
W 1977 został włączony przez UNESCO (w ramach programu „Człowiek i biosfera”) do sieci rezerwatów biosfery, a w 1995 wpisany na listę terenów chronionych konwencją ramsarską o obszarach wodno-błotnych o międzynarodowym znaczeniu przyrodniczym pod numerem 757.
W 2004 r. został powiększony o 14 675 ha, w tym 11 000 ha wód Bałtyku, i od tej pory zajmuje powierzchnię 32 744,03 ha.

## Przyroda nieożywiona
Największą wartością Słowińskiego Parku Narodowego nie są flora i fauna, ale przyroda nieożywiona – wydmy, zwłaszcza te wędrujące, moreny, mierzeje, jeziora, torfowiska, plaże. Zachodzą tu dynamiczne procesy niszczenia i tworzenia, a przykładem może być odsłonięcie wiosną 2016 r. lasu zasypanego kilka tysięcy lat temu przez wędrujące wydmy.

## Flora
Na terenie Parku występują zbiorowiska: wydmowe, torfowiskowe, łąkowe i leśne. Odnaleźć tu można naturalne ciągi sukcesyjne, od roślin pionierskich pojawiających się na plażach do typowych nadmorskich borów bażynowych. Występuje m.in. wydmuchrzyca piaskowa, a innymi gatunkami pionierskimi są rukwiel nadmorska i honkenia piaskowa. Spośród lasów parku 80% stanowią bory.
Ogółem w Parku występuje około 920 gatunków roślin naczyniowych, 165 gatunków mszaków, 500 gatunków glonów, 424 gatunki grzybów, z których 46 jest objętych ochroną ścisłą, a 15 częściową. Należą do nich między innymi: widłaczek torfowy, mikołajek nadmorski, zimoziół północny, rosiczka okrągłolistna, storczykowate, długosz królewski, poryblin jeziorny, malina moroszka. Ta ostatnia to relikt polodowcowy.
Z ciekawszych gatunków grzybów występują m.in.: smardz, czasznica olbrzymia, siedzuń sosnowy i sromotnik bezwstydny; stwierdzono ogólnie ponad 500 ich gatunków. Z porostów, których odnotowano około 250 gatunków, występują m.in. chronieni przedstawiciele rodzajów Usnea (brodaczka) i Bryoria (włostka).

## Fauna
Najważniejszymi zwierzętami Parku są ptaki. Sklasyfikowano tu około 260 gatunków ptaków, z czego 170 wyprowadza lęgi (pozostałe zimują lub pojawiają się na przelotach). Podczas jesiennych i wiosennych przelotów przelatują tędy gatunki z północy, a niektóre zimują; na przelotach obserwowany jest biegus rdzawy (Calidris canutus). Występują także bataliony (Philomachus pugnax), mewy srebrzyste (Larus argentatus), kuliki wielkie (Numenius arquata), krwawodziób (Tringa totanus), ohar (Tadorna tadorna), bekas kszyk (Gallinago gallinago), gęgawa (Anser anser), głowienka (Aytha ferina) i żurawie (Grus grus). Natomiast w lasach można spotkać orła przedniego (Aquila chrysaetos), rybołowa i sowy – m.in. puchacza (Bubo bubo) i włochatkę (Aeogolius funereus). Ze szponiastych występują także m.in. orlik krzykliwy (Clanga pomarina), błotniaki (Circus spp.) i kania ruda (Milvus milvus). Obserwowano również bardzo rzadko zalatującego świergotka szponiastego (Anthus richardi).
W Parku żyją również owady na czele z rzadkimi motylami, chrząszczami i skoczogonkami, z płazów znajdziemy ropuchy i żaby. Odnotowano 490 gatunków owadów, w tym ściśle chronione chrząszcze Carabus (15 gatunków), pływaka lapońskiego, kozioroga bukowca, tęcznika mniejszego oraz pachnicę dębową; z ważek występuje 5 gatunków o ochronie ścisłej, z trzmieli i motyli po 3 gatunki.
Występuje 10 gatunków płazów, w tym ropucha szara (Bufo bufo) i ropucha paskówka (Epidalea calamita), żaba trawna (Rana temporaria), żaba moczarowa (Rana arvalis), żaba jeziorkowa (Rana lessonae), żaba wodna (Rana esculenta) i żaba śmieszka (Rana ridibunda), grzebiuszka ziemna (Pelobates fuscus), traszka grzebieniasta (Triturus cristatus) oraz traszka zwyczajna (T. vulgaris). 
Stwierdzono 5 gatunków gadów, są to jaszczurka zwinka (Lacerta agilis), jaszczurka żyworodna (L. vivipara), padalec zwyczajny (Anquis fragilis), zaskroniec zwyczajny (Natrix natrix) oraz żmija zygzakowata (Vipera berus).
Ze ssaków wymienić można umieszczone w Polskiej Czerwonej Księdze Zwierząt gatunki, jak rzęsorek mniejszy (Neomys anomalus), nietoperze: mroczek posrebrzany (Vespertilio murinus), borowiec wielki (Nyctalus noctula) i mopek zachodni (Barbastella barbastellus), morświn (Phocoena phocoena) i foka szara (Halichoerus grypus). Spotykane są również rzadkie w całej Europie gatunki, jak bóbr europejski (Castor fiber), wydra europejska (Lutra lutra), 10 gatunków nietoperzy, lis rudy (Vulpes vulpes), borsuk europejski (Meles meles), zając szarak (Lepus europaeus), sarna europejska (Capreolus capreolus) i jeleń europejski (Cervus elaphus).

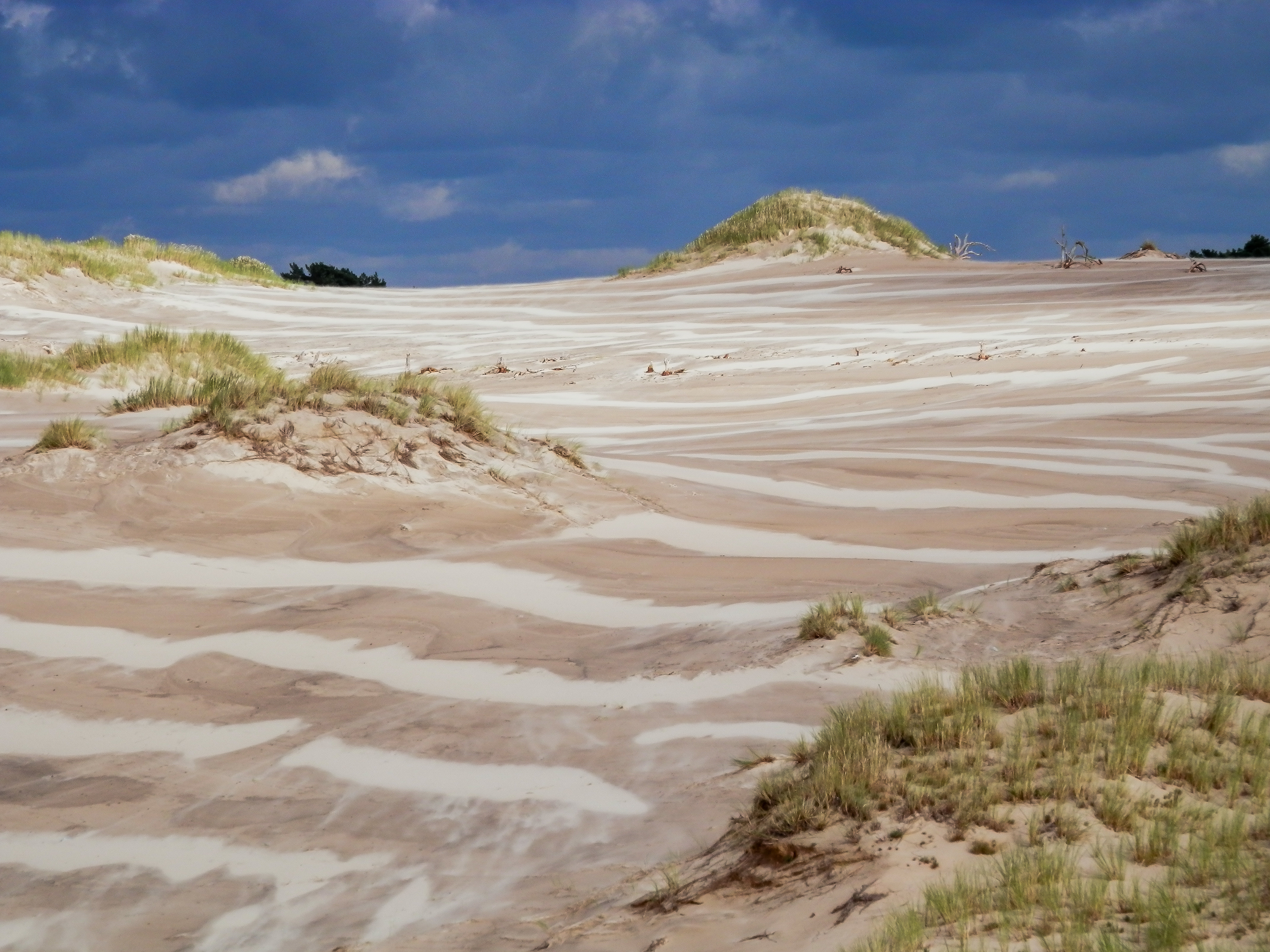
Wydmy w Słowińskim Parku Narodowym

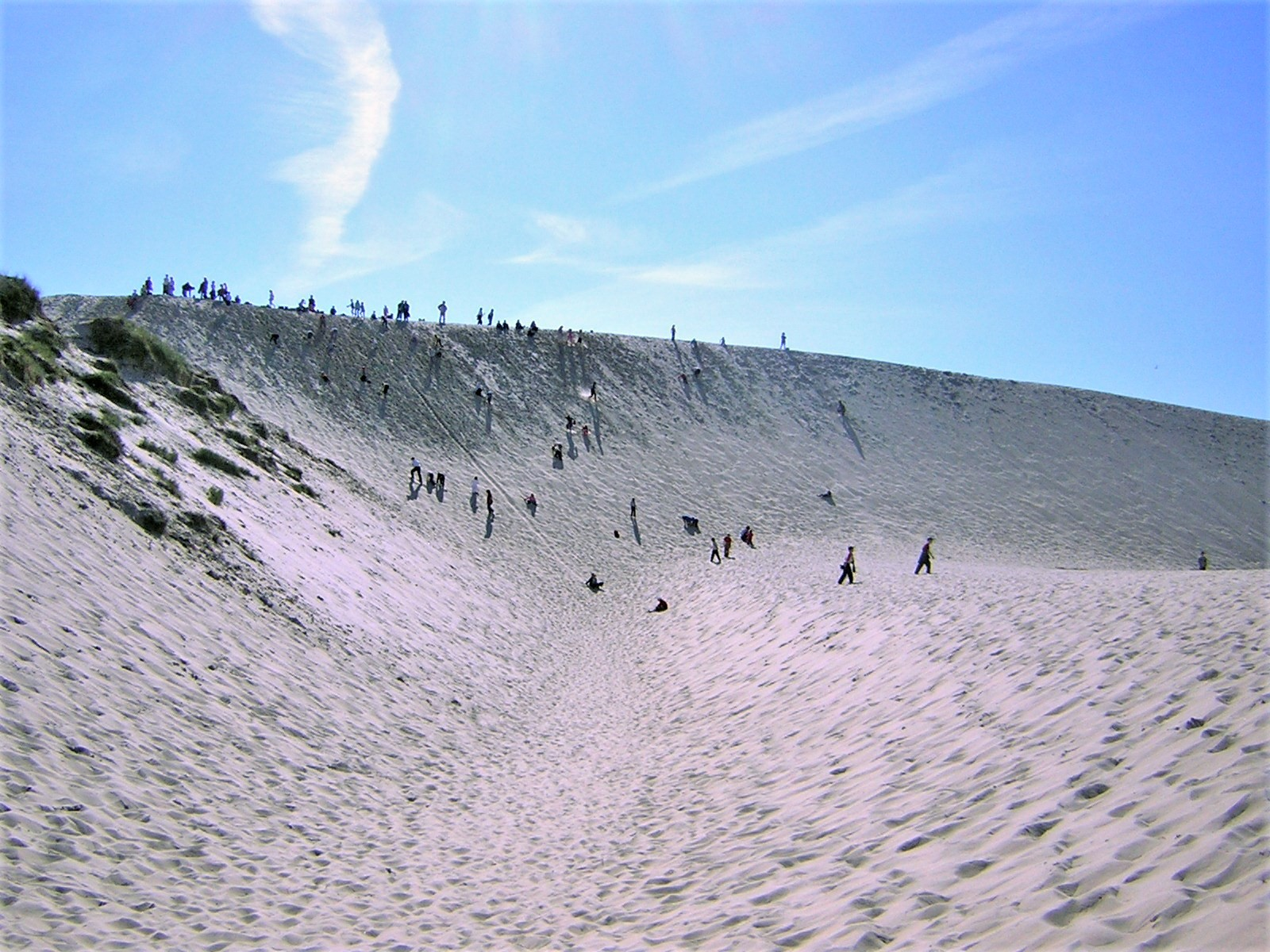
Wydma Łączka w Słowińskim Parku Narodowym

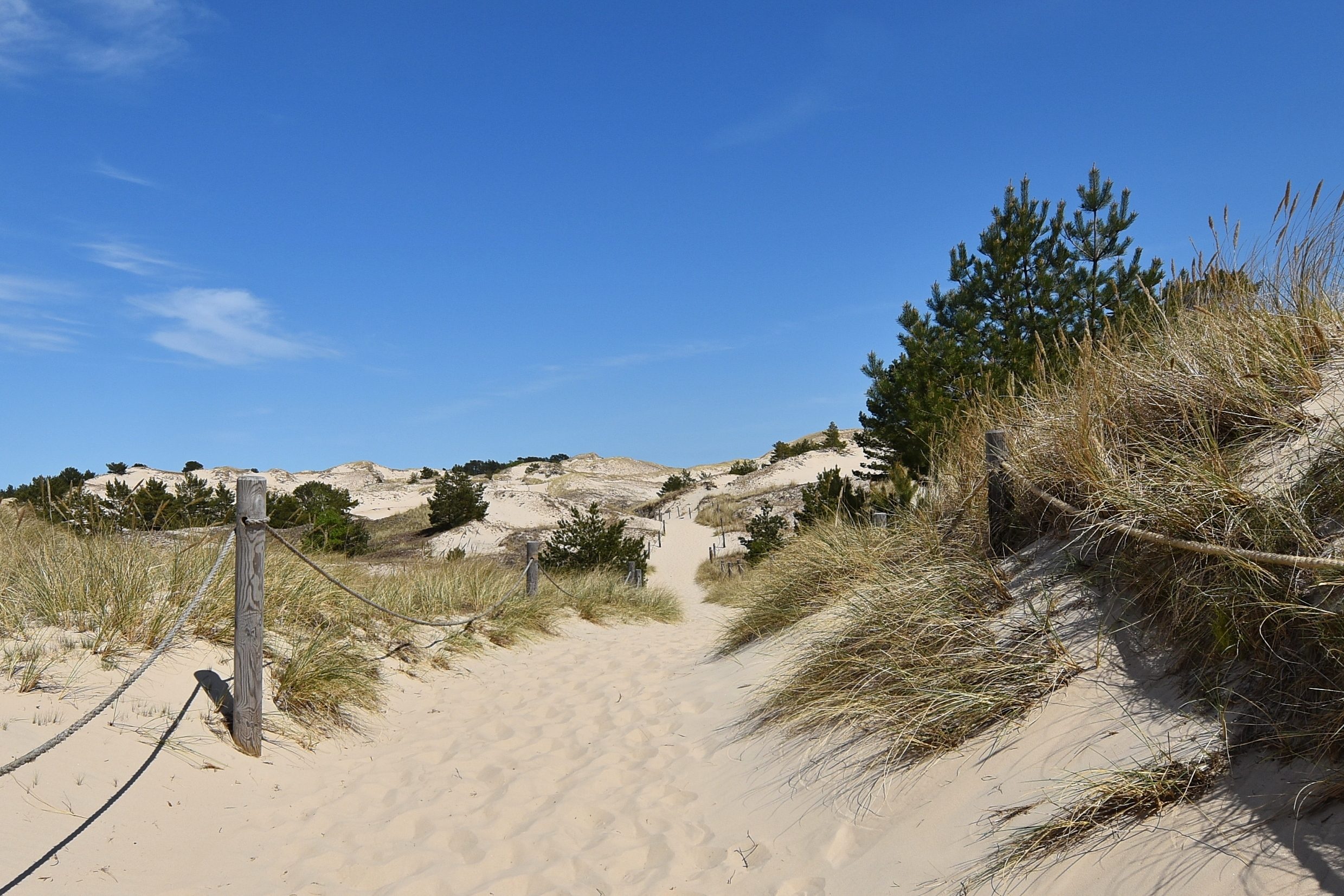
Wydma Czołpińska

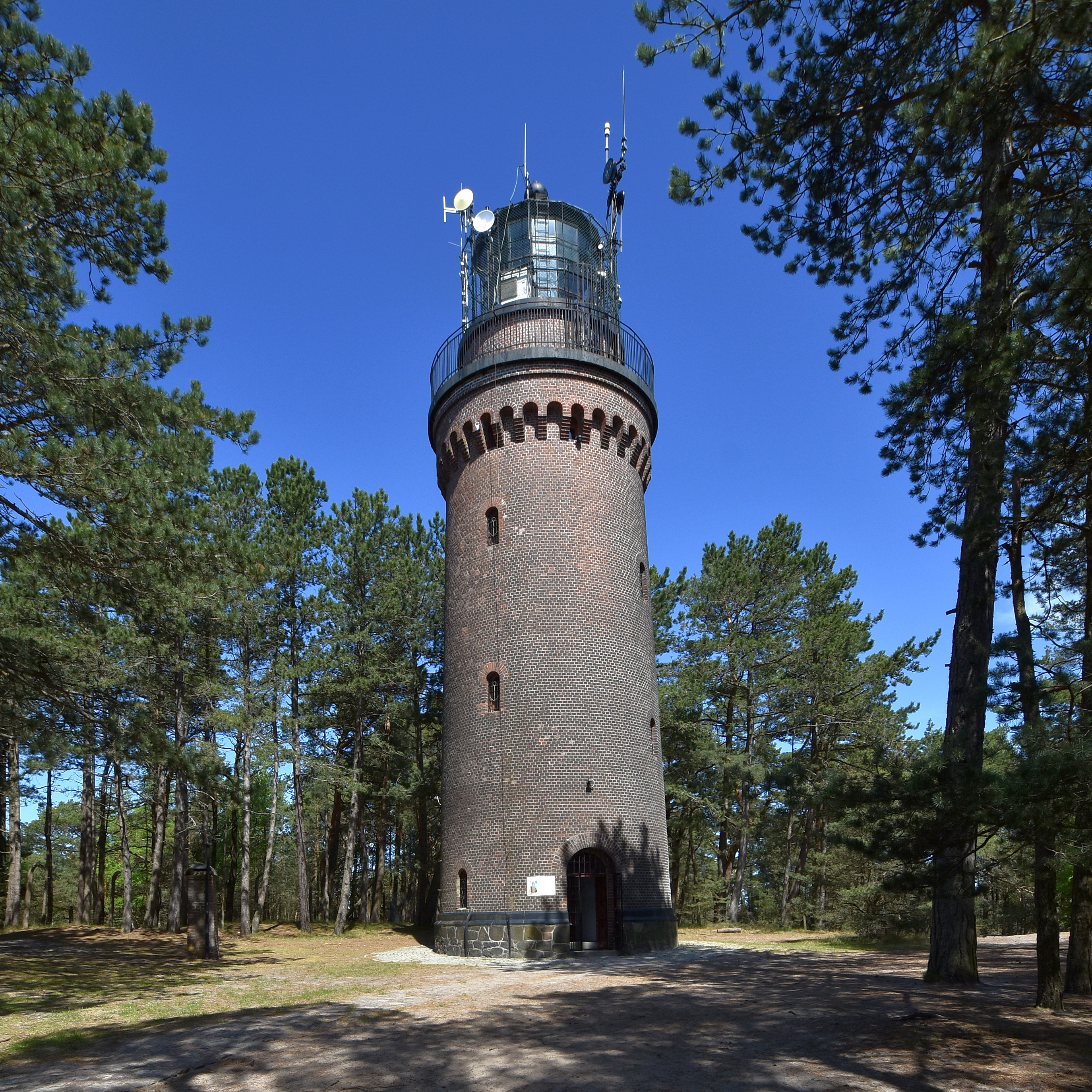
Latarnia Morska Czołpino

## Obszary ochrony ścisłej
Ochroną ścisłą objęto łącznie 53,92 km² powierzchni Słowińskiego Parku Narodowego. Na jego terenie utworzono następujące obszary ochrony ścisłej:

- Bielice
- Bory Torfowe
- Gackie Lęgi
- Gardnieńskie Lęgi
- Dołgie Małe
- Dołgie Wielkie
- Klukowe Buki
- Klukowe Lęgi
- Mierzeja
- Moroszka
- Olszyna
- Wyspa Kamienna
- Żarnowskie Lęgi

## Atrakcje turystyczne
- Wydmy ruchome, z najwyższymi – Łączką oraz Czołpińską
- Muzeum Przyrodnicze Słowińskiego Parku Narodowego w Smołdzinie
- Muzeum Wsi Słowińskiej w Klukach[5]
- Latarnia Morska Czołpino o wysokości 25 m i ścieżka przyrodnicza Latarnia[4]
- Wzgórze Rowokół o wysokości 115 m, najwyższe wzniesienie na Pobrzeżu Słowińskim, święta góra Kaszubów, z wieżą widokową i ścieżką przyrodniczą „Rowokół”[4]. Do 2019 na wzgórzu, w obrębie terenu chronionego, gmina Smołdzino zgodnie z decyzją otrzymaną od ministra środowiska Jana Szyszki ma rozpocząć budowę drewniano-ceglanej kaplicy pw. św. Mikołaja[13].
- Poligon niemiecki z czasów II wojny światowej na Mierzei Łebskiej w okolicach Rąbki[4]

## Otulina
Wokół Słowińskiego Parku Narodowego utworzono otulinę o powierzchni 30 220 ha. W jej obrębie położone są następujące rezerwaty przyrody:
- Jałowce
- Bagna Izbickie
- Las Górkowski
- Nowe Wicko
- Mierzeja Sarbska (częściowo)
- Rowokół (zlikwidowany)